# グッドニュース宣教会
グッドニュース宣教会・喜びのニュース宣教会（ - せんきょうかい、朝鮮語: 기쁜소식선교회、英語: Good News Mission）は、朴玉洙が設立した韓国の団体。聖書を元に信仰をしており、罪の赦しについての説教を主に行っている。韓国内に170ヶ所、海外に838ヶ所の教会を開拓し、世界80か国に宣教師を派遣している。

## 歴史とその活動
朴玉洙（Park Ock Soo）牧師によって設立された。この団体は500以上の教会を、80か国に設立した。朴は、1944年韓国慶尚北道善山郡（現在の亀尾市）生まれ。1962年10月７日に聖書の御言葉により「罪の赦し」を受けた。
英国のWEC宣教会所属の宣教師、オランダのケース・グラスと英国のデレク・アール(Derek Earl、韓国名ウォン・デヨク)、Christian in Action(行動するクリスチャン)から派遣された宣教師マーリン・ベーカー(Marlin Baker)、米国のShield of Faith Mission(信仰の盾宣教会)の宣教師ディック・ヨークや英国のChristian Literature Crusade(CLC,キリスト教文書宣教会)の宣教師ハリー・ワイマンらによって設立された宣教学校に1962年、第1期宣教学生として朴玉洙が入学し正統福音主義神学を学び、実際的な信仰での生き方の訓練を受けた。
1971年米国出身のディック・ヨーク牧師から牧師按手礼を受け、初教役地アブコクドンに派遣される。
以来、朴は50年間にわたって、宣教活動を続けてきた。現在、ソウル江南教会の担任牧師であり、現在は1,000人以上の牧師を指導している。
韓国内の活動としては、1986年、釜山で初めて開催された聖書セミナーから始まり、毎年ソウル、釜山、大邱、大田、光州、仁川などの主要都市で、30年あまり開催されてきた。
1972年に始まった信仰キャンプは、夏と冬、毎年２回ずつ開かれ、2020年で49回を迎えた。
また、マハナイム・サイバー神学校を設立しインターネットを通しても伝道者を育成している。
海外の活動としては、ニューヨーク市・マンハッタンでのバイブルクルセード（Bible Crusade）などの聖書セミナーを世界80か国で開いている。毎週日曜日の午前の説教は、英語、中国語、スペイン語などに同時通訳され、60か国に放送されている。。
また、ケニアで外国の団体としては初めてGBS(Good News Broadcasting System)地上波デジタル放送局を開局し、説教放送を行い韓国の文化も伝えている。GBS放送は、2010年KBS世界韓国語放送人大会で、韓国言論振興財団が後援する特別賞を受賞した。
CLF(キリスト教指導者の会)を設立し、2017年にニューヨークと香港でCLFワールドカンファレンスを開催し、｢教理と教派を超え、ただ、みことばだけで交流し、一つに連合しましょう。」 をスローガンとして、教団と教派を超えて連合する会として現在全世界で行われている。
2019年にアメリカ・ミズーリ州スプリングフィールドに教育やトレーニングのためにマハナイムバイブルトレーニングセンター（敷地面積　75エーカー）を設立し、牧師や宣教師の教育やトレーニングを開始した。
2020年5月10日から15日にかけて行われた「パク・オクス牧師オンライン聖書セミナー（以下、聖書セミナー）」が、全世界250以上の放送局を通しておよそ100ヵ国で10億人以上の視聴者に放送された。また米国を代表するキリスト教放送局であるCTN(Christian Television Network)において、朴玉洙牧師の聖書講義『ヨハネの福音書』が1年間放送されることになった。

## 日本での活動
十数年前に日本で活動を開始した。東京都新宿区、大阪府大阪市、山形県天童市、千葉県千葉市、静岡県静岡市、愛知県名古屋市、広島県広島市、福岡県福岡市、埼玉県狭山市、兵庫県姫路市の計10の教会を持っている。
東京恩恵教会が日本における宣教会の法人名である。
「グッドニュース宣教会」「IYF（特定非営利活動法人国際青少年連合）」「宗教法人 東京恩恵教会（同団体の東京にある教会）」の名称でも活動している。

## 教義と信仰
グッドニュース宣教会は、ウィクリフ、フス、ルター、ウェスレー、ムーディーらが守り伝えた正統的福音主義の神学に基づき、神の御言葉だけを信仰の唯一の基準とし、人の善行や努力ではなく、イエス・キリストの贖いによってのみ永遠の赦しを受けるという信仰に立つ。
創造主である生ける神は同一でありながら三つの位格を有する三位一体の神であり、処女マリアから生まれた神のひとり子イエス・キリストの十字架での死が人類全ての罪を贖い、イエスは三日後に復活し、やがて罪人を裁き義人を招くため再び来られる。天国と地獄を信じ、聖書新旧約66巻が神の御言葉であると信じる。
アダムの中で罪人となった人類は自ら罪から逃れることも救いを得ることもできず、神はイエスの死をもって罪を全て、ただ一度で、永遠に赦した。この福音を信じた者が義人となり救われる。神は天の下でイエスのほか私たちが救われるべき名を与えていない。
真の信仰は、自分には善がないことを悟り自分自身を全的に否認する悔い改めと、福音の御言葉を受け入れる信仰で成し遂げられる。魂の救いには真の悔い改めは不可欠だが、悔い改めが罪を洗うのではなく、全ての罪はただイエスの血潮によって洗われる。
罪の赦しを受けて生まれかわると聖霊が心に臨み、新しい心を与える。聖霊は罪を嫌い、明るくて清潔な道に導き、聖徒が肉に流れると心配し、祈り、時には懲戒も与える。神はこの地にキリストの体である教会を立たせ、教会の中で牧師、長老、執事などの職分とさまざまな賜物を授ける。聖徒たちは奉仕及び献金などで教会に仕え、学びと祈り、伝道を通して福音を広める。これらが、信仰の基本的な内容であり、聖書が証するキリスト教の真理であると信じる。